# Horisme chlorodesma
Horisme chlorodesma là một loài bướm đêm trong họ Geometridae.